# Un temps pour elles
 (avril 2025).
Albums de Michel Polnareff
Polnareff chante Polnareff
(2022)
Un temps pour elles est le onzième album de Michel Polnareff sorti chez Parlophone le 25 avril 2025.

## Historique

### Origines et débuts
Après la fin de sa tournée 2023 de promotion de l'album Polnareff chante Polnareff, Michel Polnareff retourne aux Etats-Unis où, pendant une année, il se fait discret sur les réseaux sociaux et dans les médias. Le 13 août 2024, dans le cadre des festivités du quatre-vingtième anniversaire du débarquement de Provence, l'artiste se produit lors d'un concert surprise à la citadelle de Saint-Tropez, son premier concert après la fin de sa tournée 2023 et après avoir célébré son quatre-vingtième anniversaire. Un mois plus tard, le 14 septembre, il donne de nouveau un concert lors de l'inauguration du Colisée de Chartres.
Le 18 novembre 2024, Michel Polnareff annonce qu'il a décidé de revenir sur scène et la sortie d'un nouvel album qui sera son « ultime » projet ainsi qu'une « derrière » tournée au printemps 2025 appelée malicieusement Ma derrière tournée, deux ans seulement après sa précédente tournée. Le même jour, lors d'un entretien au journal télévisé de 13 heures de TF1 en direct de Palm Springs en Californie, il présente son nouveau single Sexcetera, premier extrait de « son ultime nouvel album » à paraître le 25 avril 2025, soit près de six ans et demi après Enfin !, son précédent album de chansons originales publié fin novembre 2018. Il identifie la chanson comme un "Polnaroïd de la société". Le 6 décembre, il dévoile le clip de Sexcetera, entièrement réalisé avec l'intelligence artificielle.
Le 14 février 2025, Polnareff publie sur les plateformes Tu n'm'entends pas, un nouveau titre qu'il a écrit et composé.
Après un concert à Londres le 3 avril 2025 et un passage pour la toute première fois le 15 avril par le festival du Printemps de Bourges, la tournée débute le 6 mai au Zénith de Caen pour se terminer le 1er août 2025 à Colmar. Entre ces deux étapes, une quinzaine de dates dont une date à l'affluence importante à Paris le 14 juin à l'Accor Arena, et une autre le 28 juin 2025 à Lille au stade Pierre Mauroy.

## Conception
Dans une interview à Sud Ouest, Polnareff indique que l'album s’est "construit en mûrissant, puis il a jailli d’un coup", "tout est frais". Il précise que c’est un album "qui s’est fait très rapidement".
Concernant le titre de l'album, Polnareff explique que Un temps pour elles s'adresse "à toutes les femmes qui ont accompagné ma vie. Et la chanson Un temps pour elle marque une relation amoureuse qui, aujourd'hui, compte vraiment".
Il précise que pour Tu n'm'entends pas, il n'arrivait pas à la chanter en studio le premier jour : "j'ai fondu en larmes, impossible de chanter". Et qu'il a fallu qu'il se calme pour l'interpréter "comme un acteur qui joue un rôle alors qu'en fait c'est moi. Elle parle vraiment d'un épisode de ma vie".
Concernant les paroles, dans un interview à Le Parisien, il répond que, normalement, il coécrit ses textes, qu'il a fait appel à des paroliers mais que "rien ne m'a inspiré venant de l'extérieur. OK donc je vais écrire moi-même", ce qu'il n'avait pas fait depuis l'album Incognito.
Lors d'une interview pour RTL, Stéphane Boudsocq caractérise les chansons de l'album comme "Un temps pour elle, l'amour nostalgique", "Tu n'm'entends pas, l'amour à sens unique", "Quand y'en a pas deux, l'amour absent " et "Sexcetera, l'amour genré".

## Liste des titres
Durée totale des 8 titres : 31:00
| N° | Titre                                       | Auteur           | Durée |
| -- | ------------------------------------------- | ---------------- | ----- |
| 1  | Un temps pour elle                          | Michel Polnareff | 3:13  |
| 2  | Villa Cassiopée (Instrumental)              | Michel Polnareff | 5:34  |
| 3  | Tu n'm'entends pas                          | Michel Polnareff | 3:28  |
| 4  | Tu n'm'entends pas (Reprise / instrumental) | Michel Polnareff | 2:31  |
| 5  | Quand y'en a pour deux                      | Michel Polnareff | 4:17  |
| 6  | Solstice (Instrumental)                     | Michel Polnareff | 3:49  |
| 7  | Sexcetera                                   | Michel Polnareff | 2:50  |
| 8  | Un moment (Instrumental)                    | Michel Polnareff | 5:18  |

## Accueil public
Le 5 mai 2025, l'album fait une entrée timide dans le top 10 à la septième place des charts français avec 5 700 ventes (loin des scores du précédent album Enfin ! vendu à plus de 17 000 copies fin 2018).

## Accueil critique
Pour La Tribune, "Polnareff revient à l'essentiel : la mélodie, les harmonies ciselées, des orchestrations classieuses et une voix toujours capable de belles envolées pour chanter avec un A majuscule", La Provence précise que "l'album sonne comme un retour aux sources", le Parisien que "l'Amiral poursuit son élan créatif, qu'il s'agit d'un "album touchant" pour Ouest-France, d'un "album surprise" pour le Figaro ou encore que "cette fois-ci, c’est vrai : il est de retour […] entre la chanson française et la pop californienne", que l’album déploie "des orchestrations amples, des accroches mélodiques solides, 100 % Polnareff", que c'est un "délicat équilibre entre la grandiloquence et l’intime", signalant "l’élégance des titres instrumentaux […] surtout le poignant final « Un moment », solo piano" pour Sud Ouest". Pour Le Point, cet opus est composé de "huit chansons d'amour ciselées, de facture classique, entre piano et grandes envolées orchestrales soutenues par une voix haute, solide qui n'a pas changé".

## Musiciens
- Michel Polnareff : Chant, piano, claviers, violon, orchestre, choeurs, production
- Matthew Bramhall : Claviers additionnels
- Ross Fortune : Claviers, ingénierie de mixage, ingénierie de prise de son, production complémentaire
- Oscar Golding : Basse
- Lee Sklar : Basse (sur "Un temps pour elle")
- Luke Higgins : Guitares
- Dewi Rocky Young : Batterie
- Jon Matesson : Ingénierie de prise de son, programmation
- Shawn Joseph : Ingénierie de mastérisation
- Adil de Saint Denis : Ingénierie de mastérisation
- Tom Archer : Ingénierie de mixage
- Serge Khalifa : Production